# Zamek Zwenkau
Zamek Zwenkau (niem. Schloss Zwenkau) – zabytkowy zamek w Zwenkau (Saksonia).
Już w IX w. znajdował się tu dwór, o którym pierwsza wzmianka pojawiła się około 950. W latach 974-1236  obiekt pozostawał w posiadaniu biskupów Merseburga. Zniszczony w latach 1430 i 1446. W 1544 zbudowano nowy trójskrzydłowy zamek, który w latach  1562-1837 należącą do saksońskiej rodziny królewskiej. Zniszczony w pożarze miasta (1712). Obecnie służył jako ratusz miejski.

## Galeria

Herb Saksonii